# Lista de finais da Copa do Mundo FIFA

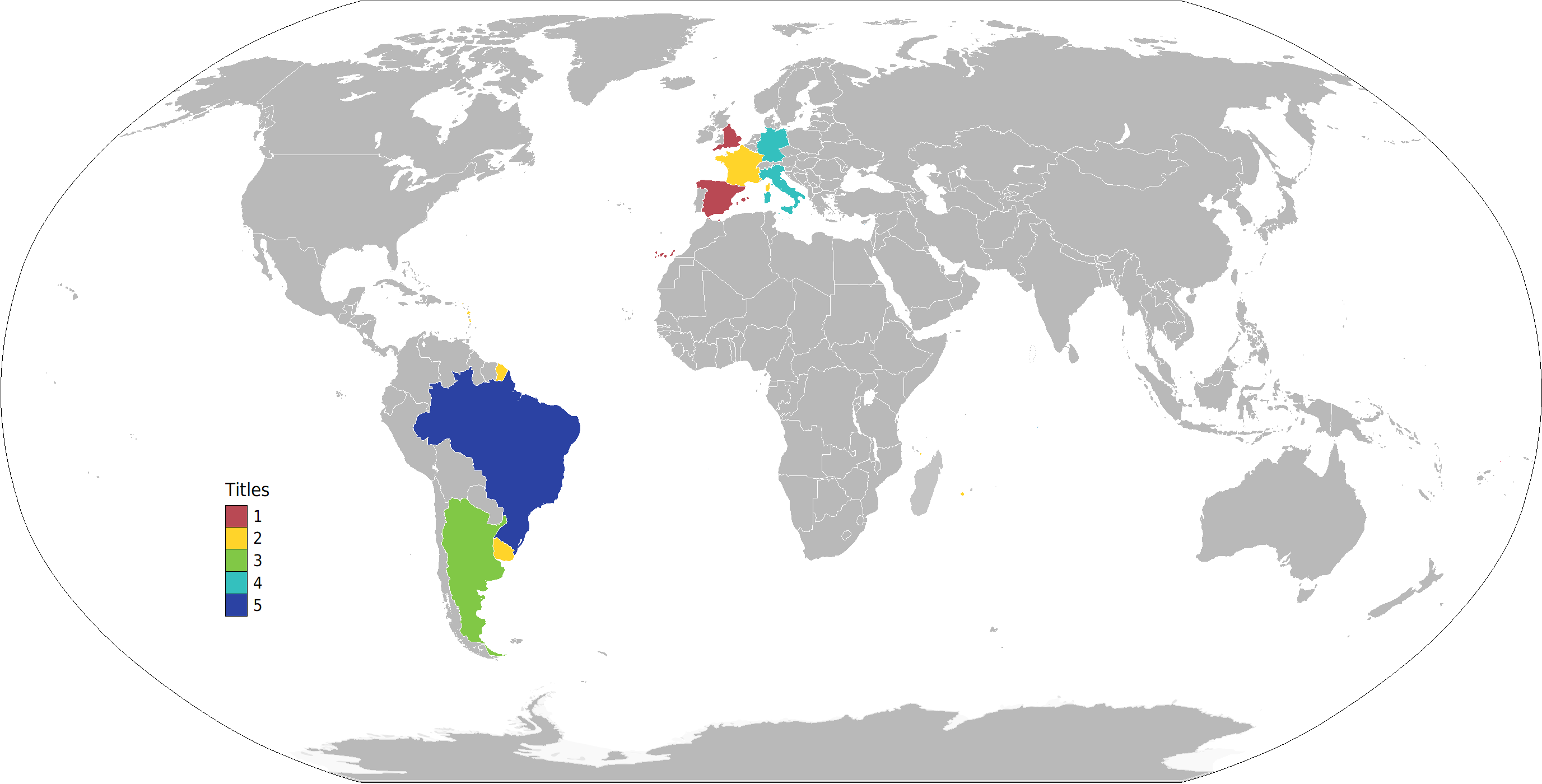
Mapa mostrando os países campeões da Copa do Mundo FIFA.

Este anexo é uma lista de finais da Copa do Mundo FIFA, a maior competição de futebol englobando seleções do planeta, tendo início em 1930. É disputada por seleções masculinas membras da Federação Internacional de Futebol (FIFA), o órgão governamental mundial de futebol. O campeonato é disputado sempre a cada quatro anos, exceto em 1942 e 1946, quando a competição foi cancelada devido à Segunda Guerra Mundial.
As finais são os últimos jogos da competição, e o resultado determina qual equipe será declarada campeã mundial. Se após 90 minutos de jogo o resultado é um empate, são disputados 30 minutos extras chamados de prorrogação. Se o jogo ainda continua empatado, vai para a disputa por pênaltis, tendo a seleção vencedora da disputa declarada campeã. O torneio foi decidido por um jogo único em todas as ocasiões, exceto em 1950, quando foi disputado um turno final com quatro equipes, Brasil, Uruguai, Suécia e Espanha, onde Uruguai e Brasil se enfrentaram no jogo decisivo, com vitória uruguaia por 2 a 1. Por isso, esse jogo é tido como a "final" da Copa do Mundo de 1950.
Nas vinte e duas Copas do Mundo realizadas até o momento, setenta e nove países disputaram o torneio ao menos uma vez. Destes, treze disputaram finais (três sul-americanos e dez europeus), e oito as venceram (três sul-americanos e cinco europeus). Com cinco títulos, o Brasil é o time mais bem sucedido da Copa do Mundo, e a única nação a ter disputado todas as edições do torneio. A Alemanha e a Itália portam quatro títulos. Uma curiosidade é que estas três seleções conquistaram o tetra exatamente 24 anos após terem conquistado o tri. A Argentina venceu três vezes. Os outros campeões anteriores são Uruguai, o qual venceu a primeira edição, e a França com dois títulos cada; a Inglaterra, e a Espanha completam a lista, com um título cada. Nove finais foram entre seleções da Europa, duas entre seleções da América do Sul e onze entre sul-americanas e europeias, em que oito tiveram vitória sul-americana e três europeia, ou seja, as seleções europeias ocuparam 28 vagas e as sul-americanas 14.
| Londres (1966) Paris (1938, 1998) Berlim (2006) Roma (1934, 1990) Madrid (1982) Estocolmo (1958) Berna (1954) Munique (1974) Moscou (2018)Locais das finais realizadas na Europa | Montevideo (1930) Buenos Aires (1978) Rio de Janeiro (1950, 2014) Santiago (1962) Yokohama (2002) Mexico (1970, 1986) Johannesburg (2010) Los Angeles (1994) Lusail (2022) Locais das finais realizadas no resto do mundo |

## Finais
| Ano  | Vencedor           | Resultado | Vice-colocado      | Estádio                        | Local                        | Público Pagante | Notas         |
| ---- | ------------------ | --------- | ------------------ | ------------------------------ | ---------------------------- | --------------- | ------------- |
| 1930 | Uruguai            | 4–2       | Argentina          | Estadio Centenario             | Montevidéu, Uruguai          | 68 346          | [ 8 ] [ 9 ]   |
| 1934 | Itália             | 2–1       | Checoslováquia     | Stadio Nazionale PNF           | Roma, Itália                 | 55 000          | [ 10 ] [ 11 ] |
| 1938 | Itália             | 4–2       | Hungria            | Stade Olympique Yves-du-Manoir | Paris, França                | 45 000          | [ 12 ] [ 13 ] |
| 1950 | Uruguai            | 2–1       | Brasil             | Maracanã                       | Rio de Janeiro, Brasil       | 173 850         | [ 14 ] [ 15 ] |
| 1954 | Alemanha Ocidental | 3–2       | Hungria            | Wankdorfstadion                | Berna, Suíça                 | 62 500          | [ 16 ] [ 17 ] |
| 1958 | Brasil             | 5–2       | Suécia             | Råsunda                        | Solna, Suécia                | 49 737          | [ 18 ] [ 19 ] |
| 1962 | Brasil             | 3–1       | Checoslováquia     | Estádio Nacional               | Santiago, Chile              | 68 679          | [ 20 ] [ 21 ] |
| 1966 | Inglaterra         | 4–2       | Alemanha Ocidental | Wembley Stadium                | Londres, Inglaterra          | 96 924          | [ 22 ] [ 23 ] |
| 1970 | Brasil             | 4–1       | Itália             | Estadio Azteca                 | Cidade do México, México     | 107 412         | [ 24 ] [ 25 ] |
| 1974 | Alemanha Ocidental | 2–1       | Países Baixos      | Olympiastadion                 | Munique, Alemanha Ocidental  | 78 200          | [ 26 ] [ 27 ] |
| 1978 | Argentina          | 3–1       | Países Baixos      | Estádio Monumental             | Buenos Aires, Argentina      | 71 483          | [ 28 ] [ 29 ] |
| 1982 | Itália             | 3–1       | Alemanha Ocidental | Santiago Bernabéu              | Madrid, Espanha              | 90 000          | [ 30 ] [ 31 ] |
| 1986 | Argentina          | 3–2       | Alemanha Ocidental | Estadio Azteca                 | Cidade do México, México     | 114 600         | [ 32 ] [ 33 ] |
| 1990 | Alemanha Ocidental | 1–0       | Argentina          | Stadio Olimpico                | Roma, Itália                 | 73 603          | [ 34 ] [ 35 ] |
| 1994 | Brasil             | 0–0       | Itália             | Rose Bowl                      | Pasadena, Estados Unidos     | 94 194          | [ 36 ] [ 37 ] |
| 1998 | França             | 3–0       | Brasil             | Stade de France                | Saint-Denis, França          | 80 000          | [ 38 ] [ 39 ] |
| 2002 | Brasil             | 2–0       | Alemanha           | Yokohama Kokusai Sōgō Kyōgi-jō | Yokohama, Japão              | 69 029          | [ 40 ] [ 41 ] |
| 2006 | Itália             | 1–1       | França             | Olympiastadion                 | Berlim, Alemanha             | 69 000          | [ 42 ] [ 43 ] |
| 2010 | Espanha            | 1–0       | Países Baixos      | Soccer City                    | Johannesburgo, África do Sul | 84 490          | [ 44 ]        |
| 2014 | Alemanha           | 1–0       | Argentina          | Maracanã                       | Rio de Janeiro, Brasil       | 74 738          | [ 46 ]        |
| 2018 | França             | 4–2       | Croácia            | Lujniki                        | Moscou, Rússia               | 78 011          | [ 47 ]        |
| 2022 | Argentina          | 3–3       | França             | Lusail                         | Lusail, Catar                | 88 966          | [ 48 ]        |

## Resultados por país
| Seleção         | Campeão | Vice-campeão | Finalista | Anos em que venceu           | Anos em que foi vice   |
| --------------- | ------- | ------------ | --------- | ---------------------------- | ---------------------- |
| Brasil          | 5       | 2            | 7         | 1958, 1962, 1970, 1994, 2002 | 1950, 1998             |
| Alemanha        | 4       | 4            | 8         | 1954, 1974, 1990, 2014       | 1966, 1982, 1986, 2002 |
| Itália          | 4       | 2            | 6         | 1934, 1938, 1982, 2006       | 1970, 1994             |
| Argentina       | 3       | 3            | 6         | 1978, 1986, 2022             | 1930, 1990, 2014       |
| França          | 2       | 2            | 4         | 1998, 2018                   | 2006, 2022             |
| Uruguai         | 2       | 0            | 2         | 1930, 1950                   | —                      |
| Inglaterra      | 1       | 0            | 1         | 1966                         | —                      |
| Espanha         | 1       | 0            | 1         | 2010                         | —                      |
| Países Baixos   | 0       | 3            | 3         | —                            | 1974, 1978, 2010       |
| Tchecoslováquia | 0       | 2            | 2         | —                            | 1934, 1962             |
| Hungria         | 0       | 2            | 2         | —                            | 1938, 1954             |
| Suécia          | 0       | 1            | 1         | —                            | 1958                   |
| Croácia         | 0       | 1            | 1         | —                            | 2018                   |

## Recordes de jogadores
- O uruguaio Pedro Cea, os húngaros Zoltán Czibor e Ferenc Puskás, e o argentino Ángel Di María são os únicos jogadores a marcarem gols em finais tanto da Copa do Mundo quanto do torneio olímpico de futebol.
- O Brasileiro Cafu é o único jogador a ter disputado 3 finais de Copa do Mundo.
- Apenas o inglês Geoff Hurst e o francês Kylian Mbappé marcaram 3 gols em uma partida de final de Copa.
- Pelé é o jogador mais jovem a marcar em uma final de Copa (ele conseguiu esse feito quando tinha apenas 17 anos).